# Uniwersytet Jánosa Selyego w Komárnie
Uniwersytet Jánosa Selyego w Komárnie (słow. Univerzita J. Selyeho v Komárne; węg. Selye János Egyetem, Komárno; łac. J. Selye Universitas Comariensis; ang. J. Selye University in Komárno; skrótowiec: UJS) – publiczna szkoła wyższa na Słowacji, z węgierskim językiem wykładowym, założona 23 października 2003 roku, z siedzibą w Komárnie.
Nazwany został imieniem Jánosa Selyego, wybitnego endokrynologa pochodzenia węgierskiego.

## Wydziały
- Wydział Ekonomiczny (Ekonomická fakulta)[4]
- Wydział Pedagogiczny (Pedagogická fakulta)[4]
- Wydział Teologii Ewangelicko-Reformowanej (Reformovaná teologická fakulta)[4]